# 群ようこ
群 ようこ（むれ ようこ、1954年12月5日 - ）は、日本の作家、随筆家。本名：木原ひろみ。独身。軽妙な語り口の文体で、主に女性からの支持を受けている。

## 来歴
東京都出身。東京都立鷺宮高等学校、日本大学藝術学部文芸学科卒業。同学科の1年先輩に林真理子がいる。1978年、本の雑誌社に入社。1984年7月、本の雑誌社在社中に単行本『午前零時の玄米パン』(本の雑誌社刊) を発表し、本格的に作家デビュー。なお、ペンネームの「群」は、後述する目黒考二の使用していたペンネーム「群一郎」をのれん分けで譲り受けたものである（「ようこ」は目黒の初恋の女性の名前）。同年12月に本の雑誌社を退職し、以後多くの随筆・小説・評伝・対談等を発表、現在に至る。

## エピソード
- 大学卒業後、広告代理店に勤めるも半年で退職。その後転々と職を変えた後、椎名誠や目黒考二の本の雑誌社に事務職として入社。社員は群ただ1人で、椎名や目黒はたまにしか事務所に顔を出さず、たまにかかってくる電話注文に応対するのが彼女の仕事であった。やがて知人の勧めもあり、本名で『本の雑誌』にコラム(書評)を書き始める[5][6]。
- 父は売れない絵描きであり、昼間でも自宅にいることが多かった。幼い頃の群と弟に花札を教え込み、小遣いを巻き上げるような一面もあったという。また大の引越し魔でもあり、風呂を薪で沸かすような家から、洋風の広いリビングのある家まで、様々な家に移り住んだ。
- 家計は母が担っており、夫婦仲は悪かった。群は家に帰りたくないために、学校の図書室で下校時間ぎりぎりまで本を読むようになったという。
- 林真理子とは、大学在学当時は互いに面識がなかったが、後に群がエッセイストとしてデビューする際、「先輩」的存在として既に林がデビューしていたことが心強かったという。
- 20歳の時、「アメリカに行けば何かがある」と、アルバイトで貯めたお金でアメリカに旅行したが、特に劇的なことは起きなかった。
- 彼女の最初の読書エッセイ集『鞄に本だけつめこんで』（1987年刊）では、33歳の若さでありながら、作品の選択眼は非常に渋く（森田たまや、尾崎翠の作品等）、またそれぞれの内容を自分の人生と比較しながら、独自の感性でユーモアたっぷりに紹介する手法は、それまでの読書エッセイにはない新鮮なものであった。なお、森田たまの「もめん随筆」は中学1年の時の担任の数学教師に薦められ、読もうとしたが絶版で、25歳の時に、ようやく古本屋で入手したという。
- 1994年に新潮文庫から刊行した『亜細亜ふむふむ紀行』以降、海外旅行が好きになり、『またたび東方見聞録』（1996）、『雀の猫まくら』（1998、ハワイ旅行記）、『東洋ごろごろ膝栗毛』（1997）と、旅行記ものを続けて刊行した。

## 著書

### エッセイ
- 『午前零時の玄米パン』本の雑誌社　1984　のち角川文庫
- 『別人「群ようこ」のできるまで』文藝春秋　1984　のち文庫
- 『無印良女（りょうひん）』角川書店　1986　のち文庫
- 『群ようこ「編物」術・毛糸に恋した』晶文社（シリーズ「日常術」）　1986　「毛糸に恋した」幻冬舎文庫
- 『トラちゃん』日本交通公社出版事業局　1986　のち集英社文庫
- 『下駄ばきでスキップ』文藝春秋　1987　のち文庫
- 『鞄に本だけつめこんで』新潮社　1987　のち文庫
- 『アメリカ恥かき一人旅』本の雑誌社　1987　「アメリカ居すわり一人旅」角川文庫
- 『撫で肩ときどき怒り肩』文藝春秋　1988　のち文庫
- 『ホンの本音』毎日新聞社　1990　のち角川文庫
- 『街角小走り日記』毎日新聞社　1991  のち新潮文庫　のちハルキ文庫
- 『半径500mの日常』文藝春秋　1991　のち文庫
- 『肉体百科』扶桑社　1991　のち文春文庫
- 『モモヨ、まだ九十歳』筑摩書房　1992　のち文庫ー祖母の話
- 『本は鞄をとびだして』新潮社　1992　のち文庫
- 『ネコの住所録』文藝春秋　1993　のち文庫
- 『膝小僧の神様』新潮社　1993　のち文庫
- 『日常生活』新潮文庫　1993
- 『本棚から猫じゃらし』新潮社　1994　のち文庫
- 『本取り虫』筑摩書房　1994　のち文庫
- 『交差点で石蹴り』毎日新聞社　1994　のち新潮文庫
- 『亜細亜ふむふむ紀行』新潮文庫　1994
- 『猫と海鞘』文藝春秋　1995　のち文庫
- 『人生勉強』幻冬舎  1995　のち文庫
- 『トラブルクッキング』集英社　1995　のち文庫
- 『かつら・スカーフ・半ズボン』朝日新聞社　1995　のちちくま文庫
- 『またたび回覧板』新潮社　1996　のち文庫　のちハルキ文庫
- 『またたび東方見聞録』新潮文庫　1996
- 『東洋ごろごろ膝栗毛』新潮文庫　1997
- 『Now and then群ようこ』角川書店　1997
- 『雀の猫まくら』新潮文庫　1998　のちハルキ文庫
- 『またたび読書録』新潮社　1999　のち文庫
- 『ビーの話』筑摩書房　1999　のち文庫
- 『ヒヨコの蝿叩き』文藝春秋　1999　のち文庫
- 『十五年目の玄米パン』幻冬舎　1999
- 『生きる読書』角川oneテーマ21　2000
- 『濃い人々』講談社　2001　のち文庫
- 『たかが猫、されどネコ』角川春樹事務所（ランティエ叢書）　2001　のち文庫
- 『ヒヨコの猫またぎ』文藝春秋　2001  のち文庫
- 『先人たちの知恵袋』清流出版　2002
- 『おかめなふたり』幻冬舎　2002  のち文庫
- 『いいわけ劇場』講談社　2002　のち文庫
- 『どにち放浪記』幻冬舎文庫　2002（初期エッセイ集）
- 『きものが欲しい！』世界文化社　2002　のち角川文庫
- 『ぢぞうはみんな知っている』新潮社　2003　のち文庫
- 『浮世道場』講談社　2003　のち文庫
- 『きもの365日』集英社文庫　2004
- 『群ようこの良品カタログ』角川書店　2004
- 『三味線ざんまい』角川書店　2005　のち文庫
- 『パンチパーマの猫』文春文庫　2005
- 『音の細道』幻冬舎　2005　のち文庫
- 『世間のドクダミ』筑摩書房　2006　のち文庫
- 『ぬるい生活』朝日新聞社　2006　のち文庫
- 『しいちゃん日記』マガジンハウス　2006　のち文庫
- 『財布のつぶやき』角川書店　2007　のち文庫
- 『おんなのるつぼ』新潮文庫　2008
- 『猫と女たち Mure Yoko selection』ポプラ文庫　2009
- 『それなりに生きている』筑摩書房　2010　のち文庫
- 『おやじネコは縞模様』文藝春秋　2012
- 『群ようこのおすすめ良品カタログ』角川書店　2012
- 『衣もろもろ』集英社　2012　のち文庫
- 『おとこのるつぼ』新潮社　2013　のち文庫
- 『欲と収納』角川文庫　2014
- 『ゆるい生活』朝日新聞出版　2015　のち文庫
- 『よれよれ肉体百科』文藝春秋　2015　のち文庫
- 『衣にちにち』集英社　2015　のち文庫
- 『うちのご近所さん』KADOKAWA　2016　のち文庫
- 『寄る年波には平泳ぎ』幻冬舎文庫　2016
- 『老いと収納』角川文庫　2017
- 『かるい生活』朝日新聞出版　2017　のち文庫
- 『ついに、来た？』幻冬舎　2017　のち文庫
- 『ほどほど快適生活百科』集英社　2018　のち文庫
- 『しない。』集英社　2018　のち文庫
- 『咳をしても一人と一匹』KADOKAWA　2018　のち文庫
- 『まあまあの日々』KADOKAWA　2018
- 『還暦着物日記』文藝春秋　2019　のち文庫
- 『この先には、何がある？』幻冬舎　2019　のち文庫
- 『じじばばのるつぼ』新潮社　2019　のち文庫
- 『いかがなものか』集英社　2020
- 『きものが着たい』KADOKAWA　2020
- 『たべる生活』朝日新聞出版　2020
- 『これで暮らす』KADOKAWA　2021
- 『小福ときどき災難』集英社　2021

### 小説

#### れんげ荘
- 『れんげ荘』角川春樹事務所　2009　のち文庫
- 『働かないの れんげ荘物語』角川春樹事務所　2013　のち文庫
- 『ネコと昼寝 (れんげ荘物語)』角川春樹事務所　2017　のち文庫
- 『散歩するネコ れんげ荘物語』角川春樹事務所　2019　のち文庫
- 『また明日』幻冬舎　2019　のち文庫
- 『おたがいさま れんげ荘物語』角川春樹事務所　2021年　のち文庫
- 『おネコさま御一行 れんげ荘物語』角川春樹事務所　2022年　のち文庫
- 『今日はいい天気ですね。 れんげ荘物語』角川春樹事務所　2023年
- 『しあわせの輪 れんげ荘物語』角川春樹事務所　2024年

#### パンとスープとネコ日和
- 『パンとスープとネコ日和』角川春樹事務所　2012　のち文庫
- 『福も来た パンとスープとネコ日和』角川春樹事務所　2014　のち文庫
- 『優しい言葉 パンとスープとネコ日和 角川春樹事務所　2015　のち文庫
- 『婚約迷走中 (パンとスープとネコ日和)』角川春樹事務所　2018　のち文庫
- 『今日もお疲れさま (パンとスープとネコ日和)』角川春樹事務所　2020　のち文庫

#### ノンシリーズ
- 『無印ＯＬ物語』角川書店　1989　のち文庫
- 『無印結婚物語』角川書店　1990　のち文庫
- 『びんぼう草』新潮社　1990　のち文庫　のちハルキ文庫
- 『無印失恋物語』角川書店　1991　のち文庫
- 『姉の結婚』集英社　1992　のち文庫
- 『無印不倫物語』角川書店　1992　のち文庫
- 『無印親子物語』角川書店　1993　のち文庫
- 『あたしが帰る家』文藝春秋　1994　のち文庫
- 『でも女』集英社　1994　のち文庫
- 『無印おまじない物語』角川書店　1994　のち文庫
- 『挑む女』文芸春秋　1997　のち文庫
- 『負けない私』毎日新聞社　1998　のち角川文庫
- 『ヤマダ一家の辛抱』幻冬舎　1998　のち文庫
- 『キラキラ星』角川文庫　1999
- 『なたぎり三人女』幻冬舎　1999　のち文庫
- 『働く女』集英社　1999　のち文庫
- 『都立桃耳高校 神様おねがい！篇』新潮文庫　2000
- 『二人の彼』毎日新聞社　2000　のち角川文庫
- 『へその緒スープ』新潮社　2000　のち文庫
- 『ひとりの女』朝日新聞社　2000　のち文庫　のち集英社文庫
- 『おやじ丼』幻冬舎　2000　のち文庫
- 『ヒガシくんのタタカイ』角川春樹事務所　2000　のち文庫
- 『都立桃耳高校 放課後ハードロック！篇』新潮文庫　2001
- 『オトナも子供も大嫌い』筑摩書房　2001　のち文庫（半自伝小説）
- 『それ行け！トシコさん』角川書店　2002　のち文庫
- 『小美代姐さん花乱万丈』集英社　2002　のち文庫（名取裕子主演で舞台化）
- 『ミサコ、三十八歳』角川春樹事務所　2004　のち文庫
- 『かもめ食堂』幻冬舎　2006　のち文庫（映画のための書き下ろし）
- 『しいちゃん日記』マガジンハウス　2006　のち角川文庫
- 『小美代姐さん愛縁奇縁』集英社　2007　のち文庫
- 『こんな感じ』幻冬舎　2009　のち文庫
- 『三人暮らし』角川書店　2009　のち文庫
- 『小福歳時記』集英社　2010　のち文庫
- 『ぎっちょんちょん』新潮社　2010　のち文庫
- 『しっぽちゃん』角川書店　2011　のち文庫
- 『母のはなし』集英社　2011　のち文庫
- 『作家ソノミの甘くない生活』毎日新聞社　2012　のち角川文庫
- 『子のない夫婦とネコ』幻冬舎　2021

### 伝記・伝記小説
- 『贅沢貧乏のマリア』（森茉莉）角川書店　1996　のち文庫
- 『一葉の口紅曙のリボン』（樋口一葉、木村曙）筑摩書房　1996　のち文庫
- 『飢え』（林芙美子）角川書店　1998　のち文庫
- 『尾崎翠』文春新書　1998
- 『あなたみたいな明治の女』朝日新聞社　1999　のち文庫
- 『妖精と妖怪のあいだ』（平林たい子）文藝春秋　2005　のち文庫
- 『馬琴の嫁』（土岐村路）講談社　2006　のち文庫

### 対談
- 『解体新書(たあへるあなとみあ)―群ようこ対談集』新潮社　1995　のち文庫
  - 鷺沢萠・関川夏央・松山巌・山田詠美・原田宗典・椎名誠・もたいまさこ・氷室冴子・泉麻人・都はるみ
- 『活！』もたいまさこ　角川書店　1997
- 『鳥頭対談―何を言っても三歩で忘れる』（西原理恵子との対談）　朝日新聞社　1998
- 『驚典―群ようこ対談集』講談社　2000　のち文庫
  - 中村うさぎ、安藤満、内田春菊、野村潤一郎、佐川芳枝、島田文雄、森まゆみ、出久根達郎、広瀬光治

## 主な作品

### テレビドラマ
- 山のトムさん（2015年12月26日、WOWOW） - 脚本[7]